# シェションク5世
シェションク5世（Sheshonk VまたはShoshenq V、在位：紀元前778 - 740年頃）は古代エジプト第22王朝の第9代ファラオ。即位名は「偉大なるラーの形」を意味するアアケペルラー。

## 概要
治世の末期、西デルタの諸侯が王国から離反し、上エジプトにさえも王の権威が及ばなくなった。その内の一人であるサイス侯テフナクトは王の死後にファラオを称し、第24王朝を興した。
政治的には見るべきものの無い王ではあったものの、長期間在位したこともあり、タニスやブバスティス周辺から出土した多数の記念碑から知られている。中でもプタハ神の神官パスエンホルの残した石碑(Stela of Pasenhor)は第22王朝の系譜とルーツを知る上での第一級の資料となっている。
サイス侯時代のテフナクトは自らの行った神殿への寄進事業を碑文として残しており、そこではシェションク5世の治世37年目の日付を用いている。